# 6 1/2 (album)
Albums de Les Innocents
Mandarine
(2015)
6 1/2 est le sixième album studio du groupe Les Innocents, paru le 15 mars 2019,. Le titre de l'album, en plus d'une référence possible au film 8 1/2 de Federico Fellini, fait référence au fait que Les Innocents ont précédemment sorti cinq albums originaux et un mini album 6 titres de chansons de Noël, compté comme un demi album[réf. nécessaire].

## Liste des titres
Toutes les chansons sont écrites et composées par J. P. Nataf et Jean-Christophe Urbain.
| 1.    | Quand la nuit tombe    | 3:15 |
| 2.    | Apache                 | 3:33 |
| 3.    | Les Îles d'amnésie     | 4:09 |
| 4.    | Opale                  | 3:04 |
| 5.    | Les Cascades           | 4:40 |
| 6.    | De quoi suis-je mort ? | 3:28 |
| 7.    | Slow#1                 | 3:53 |
| 8.    | Au bord de l'Etna      | 3:19 |
| 9.    | Mon homme              | 3:13 |
| 10.   | Aime-moi               | 2:40 |
| 35:14 |                        |      |